# みすて♡ないでデイジー
『みすて♡ないでデイジー』は、月刊少年キャプテンで1986年10月号から1989年9月号まで連載された永野のりこの初連載作品である日本の漫画。および、それを原作としたドラマCD・テレビアニメ・小説など。

## 概要
連載後、徳間書店から単行本（全3巻）が出版されるが廃刊。1996年3月にアスキーで加筆修正を加えたものが、『みすて・ないでデイジー FOR EVER』（全2巻）として復刊。その縁もあってログアウト文庫からノベライズ版が出版される運びとなる。その後、アスキー版がマンガ図書館Zにおいて配信されている。
1995年11月25日に、データム・ポリスターよりドラマCDが発売された。
1997年7月にはテレビアニメ化され、テレビ東京のみで放送された。後にVHSビデオでソフト化された。
2022年現在、日本ではDVD版・Blu-ray版はリリースされておらず、海外ではDVD版はリリースされている。

## あらすじ
核シェルターの中で育った歩野零二郎は、地球を脱出して愚かな人類の自滅していく様子を観察して楽しもうと考えていたが、松沢ひとみに出会い、計画を変える。 

## 登場人物
「声 - 」は、ドラマCD版 / テレビアニメ版における声優。
歩野 零二郎（てくの れいじろう）
声 - 檜山修之 / 林泰文
本作の主人公。幼年期から天才的マッドサイエンティストであり、その能力の異常な高さと暴走性ゆえ、中学校入学まで核シェルターに閉じ込められて成長した。対人関係能力に著しい問題がある。
「ひとみへの一目惚れ」を「彼女が電波で脳に命令している」と解釈、ゆえに「そんな彼女は宇宙人なのだ」と捻じ曲がった判断をしてしまう。
トレードマークはメガネと白衣。
松沢 ひとみ（まつざわ ひとみ）
声 - 天野由梨 / 飯沼希歩
本作のヒロイン。零二郎から一方的にデイジーと名付けられ、振り回される。ビシッとそろったおかっぱ頭が特徴。
さより
声 - 萩森侚子 / みうらうらら
ひとみの友人。山川Xに惚れている。髪型はショートヘア。
たみ
声 - 嶋方淳子 / 夏樹リオ
ひとみの友人。ひとみ・さよりとのトリオでは突っ込み役。髪型はウェーブのかかったロングヘア。
G2
声 - 高山みなみ / 笠原弘子
ひとみそっくりに作られたアンドロイド。
歩野 陽一郎（てくの よういちろう）
声 - 八奈見乗児 / 八木光生
零二郎の祖父。零二郎の社会復帰のために、見当外れの努力を続ける。
兄井 野枝（あにい のえ）
声 - （なし） / 山本郁子
零二郎とひとみの先輩として登場。
後に陽一郎が零二郎のために用意した社会復帰用サイボーグと明かされる。実は陽一郎の妻で零二郎の祖母である。
山川 X（やまかわ エックス）
声 - 矢尾一樹 / 森川智之
脇役。パンクスなのに自虐的性格。零二郎に散々おちょくられる。さよりにベタ惚れされているが全く気づいていない。
らら子先生（ららこせんせい）
声 - （なし） / 島本須美
歩野らのクラスの担任。空気の読めない人。服装がいつも奇抜。
ひとみの父
声 - 佐藤正治 / 清川元夢
ひとみの父親。
ひとみの母
声 - 川島千代子 / つかもと景子
ひとみの母親。
ミミちゃん
声 - （なし） / みうらうらら
核ミサイル。白を基調とし、胴体部分にカラフルな模様があしらわれている。
クマちゃん
声 - （なし） / 上田祐司
核ミサイル。黒一色。

## 単行本
- 徳間書店版
  - 『みすて♡ないでデイジー1』 1988年1月発行、ISBN 4-19-838510-6
  - 『みすて♡ないでデイジー2』 1988年12月発行、ISBN 4-19-838621-8
  - 『みすて♡ないでデイジー3』 1989年9月発行、ISBN 4-19-839091-6
- アスキー版
  - 『みすて♡ないでデイジー FOR EVER1』 1996年2月発行、ISBN 4-7561-1201-3
    - Act.01 ドント・リーブ・ミー・アローン・デイジー （『FOR EVER1』用に書き下ろされたもの）
    - Act.02 ラジオ・アクティヴィティ （サブタイトル名は、クラフトワークのアルバム『放射能』から）
    - Act.03 ストレンジャー・ザン・パラノイア （サブタイトル名は、映画『ストレンジャー・ザン・パラダイス』から）
    - Act.04 嵐を呼んでしまう男 （サブタイトル名は、映画『嵐を呼ぶ男』から）
    - Act.05 ドロップ・アウトサイダース
    - Act.06 トリュフドの日 （サブタイトル名は、ジョン・ウィンダムのSF小説『トリフィドの日』から）
    - Act.07 凍土の人々
    - Act.08 Sは社会復帰のS
    - Act.09 High男の恐怖 （サブタイトル名は、SF映画『蝿男の恐怖』から）
    - Act.10 巨獣水爆戦 （サブタイトル名は、SF映画『宇宙水爆戦』から）
    - Act.11 エレクトリック・ドローム （サブタイトル名は、SF映画『ビデオドローム』と『エレクトリック・ドリーム』から）
    - Act.12 地球はひとりぼっち （サブタイトル名は、『太陽はひとりぼっち』から）
    - Act.13 甘い汁の恐怖
    - Act.14 でいと物語 （サブタイトル名は、『帝都物語』から）
    - Act.15 クリスマスのうたなんかきこえない （サブタイトル名は、『白鳥のうたなんかきこえない』から）
    - Act.16 ハートのジャンク

  - 『みすて♡ないでデイジー FOR EVER2』1996年3月発行、ISBN 4-7561-1210-2
    - Act.17 私をペトロパブロフスク カムチャッキーに連れてって （サブタイトル名は、1987年11月に公開の映画『私をスキーに連れてって』から〈ペトロパブロフスク・カムチャツキーはロシア連邦に実在する都市〉）
    - Act.18 ハルのめざめ （サブタイトル名は、ドイツ古典文学『春のめざめ』から〈ハルがカタカナなのはSF映画『2001年宇宙の旅』に登場したコンピューターHALにもかかっている〉）
    - Act.19 さらば青春の光 （サブタイトル名は、映画『さらば青春の光』から）
    - Act.20 オープンド・ドア
    - Act.21 青春GROUND ZERO
    - Act.22 ひとりぼっちの宇宙人 （サブタイトル名は、『ウルトラセブン』第29話「ひとりぼっちの地球人」から）
    - Act.23 スタンド・バイ・ミー
    - Act.24 スローランナー
    - Act.25 スイートブラックボックスI
    - Act.26 スイートブラックボックスII
    - Act.27 あかるいなかま
    - Act.28 みすてないでデイジーI
    - Act.29 みすてないでデイジーII
    - Act.30 みすてないでデイジーIII
      - 解説くん：唐沢なをき / 解説：あさりよしとお / 永野のりこさまへ：ふくやまけいこ

## ドラマCD
データム・ポリスターより1995年11月25日に発売された。収録時間は70分。規格品番：DPCX-5050。
収録リスト
1. プロローグ（ドラマ）
2. きみはブレイクスルー
3. 愛しのデイジー星人（ドラマ）
4. デイジー、ドント・リーヴ・ミー・アローン
5. スウィッチ・オフ・ロンリネス（ドラマ）
6. ミス・ユー
7. ひとりぼっちの宇宙人（ドラマ）
8. パニック! 地球最後の日（ドラマ）
9. 恋愛歌〜ラヴソング
10. エピローグ（ドラマ）
11. デイジー・ベル

## テレビアニメ
1997年7月2日から同年9月17日の毎週水曜25時45分から26時15分（木曜1時45分 - 2時15分）に、テレビ東京で放送された。

### スタッフ
- 原作 - 永野のりこ
- 監督 - ムトウユージ
- シリーズ構成 - 西園悟
- メインキャラクターデザイン - 中嶋敦子
- ゲストキャラクターデザイン - 室井ふみえ
- 美術監督 - 宮前光春
- 色彩設計 - 村上智美
- 撮影監督 - 青木孝司
- 編集 - 森田清次、高山智江子
- 音響監督 - 若林和弘
- 音楽 - 松浦晃久、伊藤広規、小田原豊
- 制作プロデューサー - 豊住政弘
- アニメーション制作 - スタジオディーン
- 製作 - デイジー製作委員会

#### 英語版スタッフ
- 製作総指揮 - Ken Iyadomi
- プロデューサー - Diana Gage
- 共同プロデューサー - Charles McCarter, Jerry Chu
- プロダクション・アシスタント - Kevin Hale, Richard Noboru Kekahuna
- 配給 - バンダイエンターテインメント
- Licensed by Bandai Entertainment

### 主題歌
オープニングテーマ「ガールフレンド〜僕の共犯者〜」
作詞・作曲 - AKIRA / 編曲 - SIDE-ONE・TORU TAKEUCHI / 歌 - SIDE-ONE
エンディングテーマ「ONE MORE CHANCE」
作詞 - 松井五郎 / 作曲 - 林哲司 / 編曲 - 田代隆廣 / 歌 - 仲間由紀恵
後にカプコンのアクションゲーム『ロックマンX4』のエンディングテーマとしても使用された。

### 各話リスト
| 話数 | サブタイトル                                | 脚本     | 絵コンテ                  | 演出         | 作画監督   | 放送日        |
| ---- | ------------------------------------------- | -------- | ------------------------- | ------------ | ---------- | ------------- |
| 1    | もしかしてロマンス!ひょっとしてサイエンス!! | 西園悟   | 菱川直樹                  | うえだしげる | 畑良子     | 1997年 7月2日 |
| 2    | 初めての遠足!募る想いはアトミック!!         | 山口亮太 | 伊藤雄之介                | 石崎すすむ   | 春日久美子 | 7月9日        |
| 3    | 科学のココロは恋心!!                        | 西園悟   | 近藤信宏                  | 菱川直樹     | 井上哲     | 7月16日       |
| 4    | 練習の彼方に...。気がつけば二股!?           | 山口亮太 | 守岡博                    | うえだしげる | 畑良子     | 7月23日       |
| 5    | ともだち総立ち!いけないモーション!!         | 西園悟   | 伊藤雄之介                | 石崎すすむ   | 春日久美子 | 7月30日       |
| 6    | 胸騒ぎ!?放っておけないずる休み!             | 山口亮太 | うえだしげる ムトウユージ | 菱川直樹     | 井上哲     | 8月6日        |
| 7    | 挑戦、グループ交際!寒い国にもお友達!?       | 西園悟   | 南康宏                    | 福島宏之     | 畑良子     | 8月13日       |
| 8    | 不思議にコーフン!征服の恋人たち!?           | 西園悟   | 福島宏之                  | 石崎すすむ   | 春日久美子 | 8月20日       |
| 9    | 想いはプレゼント!かたちはペンダント!        | 阪口和久 | うえだしげる              | うえだしげる | 畑良子     | 8月27日       |
| 10   | 引き裂かれたステージ!過去も未来も恋のミチ!? | 山口亮太 | 菱川直樹                  | 菱川直樹     | 井上哲     | 9月3日        |
| 11   | 暑さ寒さも誤解まで!?ラブシーンが許せない!   | 西園悟   | 福島宏之                  | 福島宏之     | 畑良子     | 9月10日       |
| 12   | ココロはナニゆえに!ひとみはキミゆえに!      | 西園悟   | ムトウユージ              | うえだしげる | 室井ふみえ | 9月17日       |

| テレビ東京 水曜25:45 - 26:15枠 | テレビ東京 水曜25:45 - 26:15枠 | テレビ東京 水曜25:45 - 26:15枠 |
| 前番組                         | 番組名                         | 次番組                         |
| ------------------------------ | ------------------------------ | ------------------------------ |
| HAUNTEDじゃんくしょん          | みすて♡ないでデイジー          | エルフを狩るモノたちII         |

## 関連書籍

### ファンブック
みすて♡ないでデイジー メモリアルブック 永野のりこ LOVE LOVE WORLD ANIMATION
発行所：アスキー / 発売元：アスペクト / 発行日付：1998年2月 / ISBN 4-89366-948-6
DAYSY ART GALLERY
永野のりこ、室井ふみえ、中嶋敦子、開田裕治、米田裕
ANIME VARIETY
STORY DIGEST / ANIMATION DESIGN / LETTERS / INTERVIEW&REPORTAGE
夏休み緊急防衛指令 -MISSION DAISY-
アニメ化を記念して、コミックビーム1997年8月号に掲載された読切作品。
SPECIAL GUEST
青木光恵、高野聖ーナ、火浦功、唐沢なをき、水玉螢之丞、西川魯介、滝沢ひろゆき
みすて♡ないでデイジー超進化図鑑!!
原作漫画の加筆修正の一部を紹介。
海底きちのひみつ‐幻の原稿縮小採録‐
徳間書店版の単行本第1巻に収録されながら、作者の意向で一旦お蔵入りにされた作品。

### 小説
みすて♡ないでデイジー 恋のブラックホール
著者：山口亮太 / カバー&挿絵：永野のりこ / 出版：アスキー（ログアウト文庫）/ 発行日付：1998年5月6日 / ISBN 4-7572-0001-3
永野のりこの熱狂的ファンである脚本家・山口亮太の手によるノベライズ版。原作のニセデイジー（G2）までのエピソードまでが、ひとみの視点を中心にまとめられている。原作者本人による挿絵と（いつもの）あとがきあり。
- 第一章 君が僕を知ってる
- 第二章 ヘルプ!
- 第三章 本当のことなんか言えない
- 第四章 望みの色を
- 第五章 ナニが出て来た日
- 第六章 空間脱出X
- 第七章 魂の生放送
- 第八章 暴走する魂
- エピローグ